# Rothschildia angulatus
Rothschildia angulatus är en fjärilsart som beskrevs av Eugène Louis Bouvier 1936. Rothschildia angulatus ingår i släktet Rothschildia och familjen påfågelsspinnare. Inga underarter finns listade.